# Aron Szejnman
Aron Lwowicz Szejnman (ros. Аро́н Льво́вич Ше́йнман, ur. 5 stycznia 1886 w Suwałkach, zm. 22 maja 1944 w Wielkiej Brytanii) – ludowy komisarz handlu wewnętrznego ZSRR (1924-1925).

## Życiorys
Urodzony w rodzinie żydowskiej, w 1903 ukończył szkołę komercyjną i wstąpił do SDPRR, między 1908 a 1909 odbywał służbę w rosyjskiej armii. W 1917 członek Helsińskiego Komitetu SDPRR(b), przewodniczący Komitetu Wykonawczego Rady Helsińskiej, w 1918 komisarz finansów obwodu północnego i zastępca ludowego komisarza finansów RFSRR. Od lipca 1918 do lutego 1919 attaché finansowy RFSRR w Skandynawii, od lutego 1919 do marca 1920 członek Kolegium Ludowego Komisariatu Handlu Zagranicznego RFSRR, od marca do lipca 1920 zastępca ludowego komisarza ds. żywności RFSRR, od września 1920 do 25 lutego 1921 ambasador RFSRR w Gruzji. Jednocześnie od 1920 do października 1921 członek Kolegium Ludowego Komisariatu Finansów RFSRR, od 4 października 1921 do 6 lipca 1923 przewodniczący Zarządu Banku Państwowego ZSRR, od lutego 1922 zastępca ludowego komisarza handlu i przemysłu RFSRR i członek Kolegium Ludowego Komisariatu Handlu i Przemysłu RFSRR. Od 6 lipca 1923 do grudnia 1924 przewodniczący Zarządu Banku Państwowego ZSRR, od 17 grudnia 1924 do 18 listopada 1925 ludowy komisarz handlu wewnętrznego ZSRR, od listopada 1925 do stycznia 1926 zastępca ludowego komisarza handlu zagranicznego i wewnętrznego ZSRR. Od stycznia 1926 do 20 kwietnia 1929 ponownie przewodniczący Zarządu Banku Państwowego ZSRR i jednocześnie zastępca ludowego komisarza finansów ZSRR, od kwietnia 1929 przewodniczący Zarządu Spółki Akcyjnej „Amtorg” i do 27 października 1939 dyrektor Londyńskiego Oddziału „Inturistu”. Wezwany do ZSRR, odmówił powrotu i pozostał w Wielkiej Brytanii.
Był członkiem Centralnego Komitetu Wykonawczego (CIK) ZSRR III i IV kadencji.